# Petersberg (Frankenhöhe)

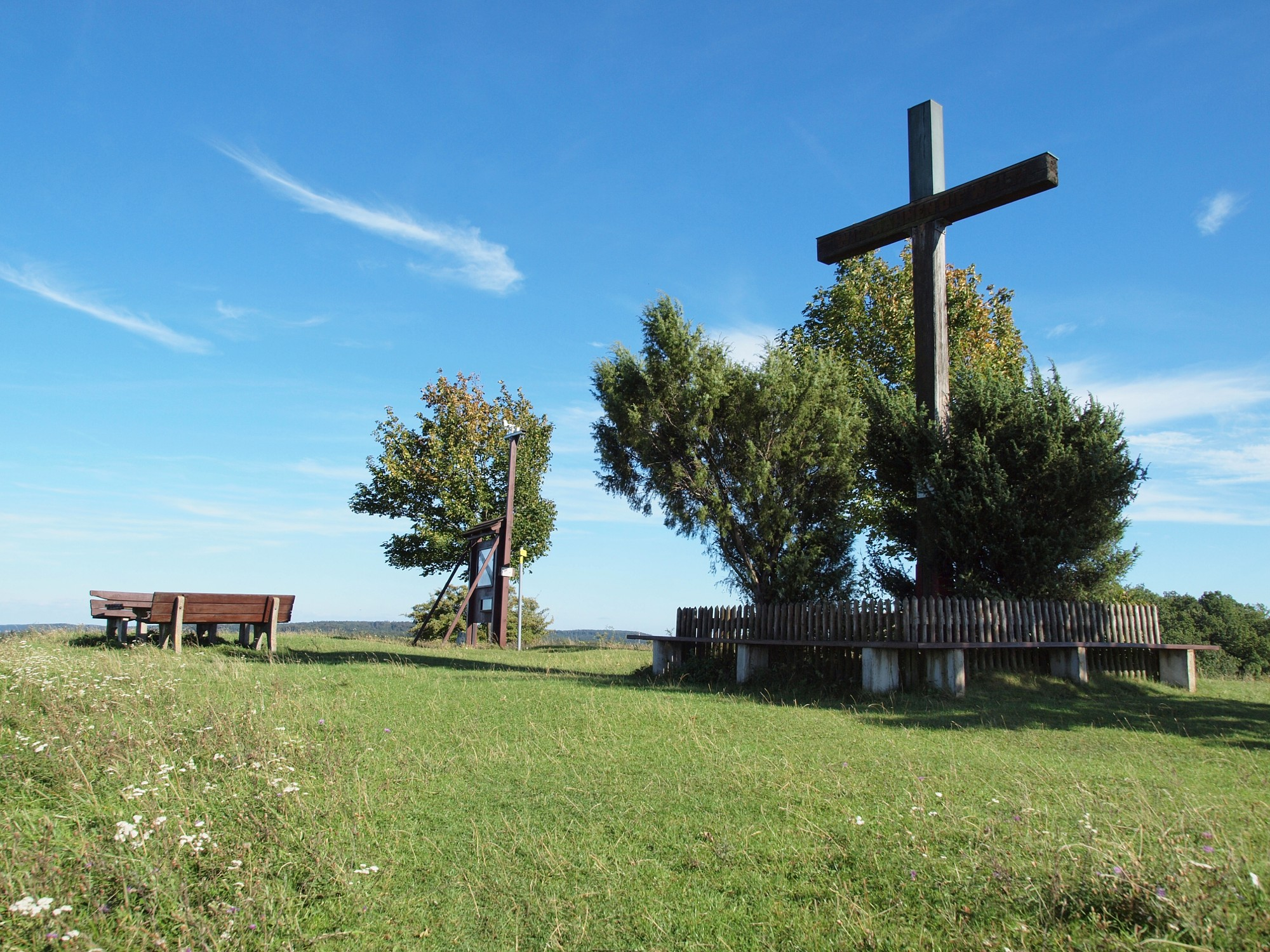
Gipfel des Petersberges mit Mahnmal, Wetterstation, Infotafel und Sitzgruppe

Der Petersberg bei Marktbergel ist ein 504 m ü. NN hoher Berg am Nordrand der Frankenhöhe und damit am Südrand der Ebene von Bad Windsheim.

## Flora und Fauna
Der Petersberg ist im unteren Teil von Streuobstwiesen bedeckt, der obere Teil ist mit Magerrasen und Heckengehölzen bewachsen. Etliche seltene Tierarten haben sich auf die nur spärlich bewirtschaftete Anhöhe zurückgezogen: der Schwalbenschwanz, die Kreuzkröte, der Hirschkäfer, der Wendehals, die Heidelerche, der Feldschwirl und der Neuntöter.
Auch seltene Pflanzenarten sind anzutreffen, unter anderem drei Enzian-Arten, mehrere Orchideen, der seltene Rotblaue Steinsamen, Katzenpfötchen, Klappertopf, Immenblatt, Türkenbund-Lilien und Färber-Kamille.

## Nutzung
Neben der Bewirtschaftung der Streuobstwiesen wird der Petersberg von Schafherden als Weide genutzt. Das ist auch ökologisch wichtig, um den Magerrasen zu erhalten.

## Naherholung
Da der Petersberg unbewaldet ist, bietet er ausgezeichnete Aussichten über die nördlich liegende Ebene und ist daher ein beliebtes Wanderziel.
Direkt über den Gipfel führt der Fernwanderweg Roter Flieger. Etwa 1 km südlich, beim Ortsteil Munasiedlung, führen die Fernwanderwege Europäische Wasserweg, Jean-Haagen-Weg und Zollernweg vorbei.

## Erlebnispfad
Der Erlebnispfad Petersberg soll seinen Besuchern die Besonderheiten des Petersberges vermitteln. Er beginnt und endet auf einem asphaltierten Fahrweg in der Nähe der Marktbergeler Sportstätten direkt an der Bundesstraße 13. Auf 3,5 km Länge führt er um und über den Berg und bietet auf 15 interessant gestalteten Stationen Informationen über sämtliche Lebensräume, beispielsweise auch einen „Heckentunnel“, der durch ein Heckengehölz hindurchführt und die Besonderheiten dieser Vegetationsform veranschaulicht.

## Mahnmal
Das Holzkreuz auf dem Gipfel wurde 1956 als Vertriebenendenkmal errichtet. Die Inschrift lautet: „Wir mahnen die Welt“. Ein weiteres Vertriebenendenkmal in Marktbergel, ein Gedenkstein in Kreuzform, befindet sich auf dem Friedhof. Siehe auch die Liste der Vertriebenendenkmale in Bayern (M–Z).